# Bateria Świętej Marii (Marsalforn)
Bateria Świętej Marii (malt. Batterija ta' Santa Marija, ang. Saint Mary's Battery), znana też jako Bateria Qolla s-Safra (malt. Batterija tal-Qolla s-Safra, ang. Qolla s-Safra Battery) lub Bateria Gironda (malt. Batterija ta' Gironda, ang. Gironda Battery) – nie istniejąca już bateria artyleryjska w Marsalforn, części Żebbuġ na Gozo, Malta. Została zbudowana przez Zakon Rycerzy Joannitów w latach 1715-1716, jako jedna z serii fortyfikacji nadbrzeżnych dokoła Wysp Maltańskich.
Bateria stanowiła ogniwo łańcucha fortyfikacji, ochraniających Marsalforn i pobliskie zatoki przed atakami Turków i piratów berberyjskich. Chociaż teren ten był ufortyfikowany przez szereg wież, baterii, redut i umocnień (entrenchment), wszystkie one zostały zniszczone, poza baterią Qolla l-Bajda, leżącą między zatokami Qbajjar i Xwejni.
Bateria składała się z półkolistej platformy artyleryjskiej, otoczonej przez parapet, oraz dwóch blokhauzów, połączonych murem. Konstrukcja została zburzona i nie pozostały po niej żadne widoczne ślady.